# Скрипченко, Фёдор Фёдорович
Фёдор Фёдорович Скрипченко (13 октября 1935, Кагул — 8 мая 2010, Кишинёв, Молдова) — шахматный педагог и организатор, посвятивший шахматам более 55 лет трудовой деятельности. Воспитал многих международных мастеров и гроссмейстеров, в том числе свою дочь, чемпионку Европы по шахматам среди женщин Эльмиру Скрипченко. По его инициативе и при его непосредственном участии шахматы были введены в школьную программу ряда школ Молдавии. Заслуженный тренер Молдовы, Заслуженный организатор ФИДЕ, международный арбитр по шахматам. Генеральный секретарь Федерации шахмат Молдовы. Автор 9 книг и более 5000 статей и заметок, посвященных шахматам. Кавалер Ордена Чести (Ordinul de Onoare) Республики Молдова.

## Основные даты жизни и шахматной деятельности
- 1950—1954 — работает на тракторном заводе в Харькове, получает разряд кандидата в мастера по шахматам
- 1954 — возвращается в Кагул, тренер ДЮСШ по шахматам
- 1955—1958 — служит в ГСВГ, изучает немецкий язык
- 1958 — возвращается из армии в Кагул, литературный сотрудник и спортивный комментатор газеты «Путь к коммунизму», председатель районного комитета по физкультуре и спорту
- 1960 — работает механиком на тракторном заводе в Кишинёве, продолжает на общественных началах шахматную деятельность
- 1963 — избран ответственным секретарём Федерации шахмат МССР
- 1966 — по инициативе Ф. Ф. Скрипченко в школах Молдавии введены уроки шахмат; в 1968, 1969 и 1972 команда МССР побеждает на юношеском чемпионате СССР
- 1992 — при активном участии Ф. Ф. Скрипченко создана Федерация спортивных нард Молдовы
- 1994 — избран председателем зоны 1.8 ФИДЕ и членом Президиума Совета ФИДЕ
- 1997 — отмечен званием Почетного организатора ФИДЕ